# Broken Flowers
Pour plus de détails, voir Fiche technique et Distribution.
Broken Flowers, ou Fleurs brisées au Québec, est un film américain réalisé par Jim Jarmusch, sorti en 2005.

## Synopsis
Don vient d'être largué par sa dernière conquête : Sherry. Il se résigne donc à rester seul. Mais il est obligé de se replonger dans son passé quand il reçoit une lettre rose, mystérieuse et anonyme. Cette lettre provient d'une ancienne conquête et l'informe qu'il a un fils âgé de 19 ans qui est en ce moment à la recherche de son père.
Poussé par son voisin et ami le plus proche, Winston, un père de famille, enquêteur amateur et fan de romans policiers, Don décide d'enquêter sur ce mystère. Il s'embarque alors malgré lui dans un voyage à travers tout le pays afin de rechercher des indices auprès de ses quatre premières amours. Ces visites imprévues à chacune de ces femmes uniques réservent à Don un lot de surprises à partir desquelles il confronte son passé et, en conséquence, son présent.

## Fiche technique
- Titre original et français : Broken Flowers
- Titre québécois : Fleurs brisées
- Réalisation : Jim Jarmusch
- Scénario : Jim Jarmusch
- Décors : Mark Friedberg
- Costumes : John A. Dunn
- Photographie : Frederick Elmes
- Montage : Jay Rabinowitz (en)
- Musique : Mulatu Astatke, The Greenhornes, etc.
- Production : Jim Jarmusch, Jon Kilik et Stacey E. Smith
- Sociétés de production : Focus Features, Five Roses, Bac Films
- Budget : 10 millions de dollars (7,34 millions d'euros)
- Pays d'origine :  États-Unis,  France
- Langue originale : anglais
- Format : couleur - 35 mm - 1,85:1 - son Dolby Digital
- Genre : Comédie dramatique
- Durée : 106 minutes
- Dates de sortie :
  - France : 17 mai 2005 (festival de Cannes) ; 7 septembre 2005 (sortie nationale)
  - États-Unis : 5 août 2005
  - Belgique : 28 septembre 2005
  - Suisse : 7 septembre 2005 (Suisse romande)

## Distribution
- Bill Murray (VF : Bernard Métraux) : Don Johnston
- Jeffrey Wright (VF : Lucien Jean-Baptiste) : Winston
- Sharon Stone (VF : Danièle Douet) : Laura Miller
- Frances Conroy (VF : Sylvie Feit) : Dora
- Jessica Lange (VF : Béatrice Delfe) : Carmen
- Tilda Swinton (VF : Laurence Bréheret) : Penny
- Julie Delpy (VF : elle-même) : Sherry
- Chloë Sevigny : l'assistante de Carmen
- Mark Webber (VF : Franck Lorrain) : le gamin
- Chris Bauer (VF : Pascal Montsegur) : Dan
- Alexis Dziena (VF : Karine Foviau) : Lolita
- Christopher McDonald (VF : Yves-Marie Maurin) : Ron
- Larry Fessenden (VF : Vincent Ropion) : Will
- Pell James (en) (VF : Noémie Orphelin) : Sun Green
- Heather Simms (en) (VF : Annie Milon) : Mona
- Brea Frazier : Rita, la factrice

 Source et légende : version française (VF) sur RS Doublage et Voxofilm

## Production

### Développement
Le titre initial du film, qui a été également celui du travail et de tournage, était Dead Flowers.

### Tournage
Il a été tourné en octobre et novembre 2004 dans les États de New York et du New Jersey en raison des conditions posées par Bill Murray qui ne voulait travailler ni à plus de 100 km du comté de Rockland de New York où il réside, ni plus de six semaines au total.

## Musique
Titres présents sur l'album de la bande originale :
1. There Is an End (Holly Golightly avec The Greenhornes) - 3:05
2. Yegelle Tezeta (Mulatu Astatke) - 3:14
3. Ride Yu Donkey (The Tennors) - 2:03
4. I Want You (Marvin Gaye) - 3:57
5. Yekermo Sew (Mulatu Astatke) - 4:03
6. Give It Back!|Not if You Were the Last Dandy on Earth (The Brian Jonestown Massacre) - 2:49
7. Tell Me Now So I Know (Holly Golightly) - 2:02
8. Gubèlyé (Mulatu Astatke) - 4:35
9. Dopesmoker (Sleep) - 3:57 (version abrégée)
10. Requiem in D minor, Op. 48 (Pie Jesu) (Oxford Camerata) - 3:30 de Gabriel Fauré, fourth of seven-movement work.
11. Ethanopium (Dengue Fever) - 4:38 - instrumental, composé par Mulatu Astatke
12. "Unnatural Habitat (The Greenhornes) - 2:08

Autres titres présents dans le film mais non édités sur l'album de la bande originale :
- Dreams The Allman Brothers Band
- El Bang Bang - Jackie Mittoo
- Playboy Cha-Cha - Mulatu Astatke
- Mascaram Setaba - Mulatu Astatke
- Aire (Pavan A 5 in C Minor) composé par William Lawes, Fretwork
- Fantasy (A 6 in F Major) composé par William Lawes, Fretwork
- Alone in the Crowd - Mulatu Astatke

## Accueil

### Accueil critique
Il a obtenu de très bonnes critiques, recueillant 88 % de critiques positives, avec une note moyenne de 7,5/10 et sur la base de 184 critiques collectées, sur le site internet Rotten Tomatoes. Il obtient un score de 79/100, sur la base de 39 critiques, sur Metacritic. Il a été aussi bien accueilli en France, où il obtient une moyenne de 4,14/5 sur la revue de presse d'Allociné.

### Box-office
Le film a rapporté 46 720 491 $ au box-office (dont 13 744 960 $ aux États-Unis), ce qui est un succès commercial au vu de son budget de production de 10 millions $. Il a réalisé 1 036 660 entrées en France, 157 251 en Suisse, 79 768 en Belgique, et 24 583 au Québec.

## Distinctions
Sauf mention contraire, cette liste provient d'informations de l'Internet Movie Database.

### Récompenses
- Grand prix du jury du festival de Cannes 2005.
- Prix du public au Festival du film de Cambridge en 2005.
- Meilleur second rôle masculin (Jeffrey Wright) aux SDFCSA en 2005.
- Lion tchèque du meilleur film étranger en 2006.

### Nominations
- Meilleur acteur dans une comédie ou un film musical (Bill Murray) aux Satellite Awards en 2005.
- Prix du meilleur film non-européen aux Prix du cinéma européen en 2005.
- British Independent Film Award du meilleur film étranger en 2005.
- Bodil du meilleur film américain en 2006.
- Meilleur second rôle masculin (Jeffrey Wright) aux Independent Spirit Awards en 2006.
- Ruban d'argent du réalisateur du meilleur film étranger en 2006.

## Autour du film
- Au cours du récit, le voisin de Don lui remet un disque musical, l'invitant à l'écouter au cours de son périple. Un climat musical très particulier - l'éthio-jazz de Mulatu Astatke - baignera ainsi l'ensemble du film notamment autour de la musique Yèkèrmo Sèw. Une certaine reconnaissance publique du jazz éthiopien des années 1970 sera consécutive à la sortie du film, notamment aux États-Unis avec un second souffle pour la collection Éthiopiques éditée par le label parisien Buda Musique.
- Le film est dédié dans l'incipit à Jean Eustache, réalisateur dont Jarmusch se sent proche pour son originalité de sujets et son indépendance[11].